# Folleville (Somme)
Folleville település Franciaországban, Somme megyében. Lakosainak száma 142 fő (2022. január 1.). Folleville La Faloise, Paillart, Rouvroy-les-Merles, Esclainvillers és Quiry-le-Sec községekkel határos.

## Népesség
A település népességének változása:
| Lakosok száma | 148  | 147  | 149  | 146  | 144  | 142  | 141  | 141  | 142  |
|               | 2013 | 2015 | 2016 | 2017 | 2018 | 2019 | 2020 | 2021 | 2022 |